# Левін Василь Миколайович
Левін Василь Миколайович (рос. Левин Василий Николаевич; 21 лютого 1923, Самарканд — 9 травня 1998, Одеса) — радянський і український кінорежисер, сценарист, художник. Заслужений діяч мистецтв УРСР (17.06.1991). Нагороджений медалями.

## Біографічні відомості
Народдвся 21 лютого 1923 році в Самарканді.
Учасник Німецько-радянської війни.
Закінчив Всесоюзний державний інститут кінематографії (1950, майстерня Г. Козінцева). Працював асистентом і другим режисером на студії «Мосфільм».
З 1955 р. — режисер Одеської студії художніх фільмів.
Автор циклів передач «Чарівний ліхтар» і «Магія кіно» на Одеському телебаченні (1994–1995).
Був членом Спілки кінематографістів України.
Помер 9 травня 1998 році в Одесі.

## Фільмографія
Режисер-постановник:
- «Повість про перше кохання» (1957)
- «Сильніший за ураган» (1960)
- «Дочка Стратіона» (1964, у співавт. з М. Вінграновським)
- «Товариш пісня» (1966, новела «Пісня на світанку»)
- «Остання справа комісара Берлаха» (1971, т/ф)
- «Здрастуйте, лікарю!» (1974, т/ф)
- «Капітан Немо» (1975, т/ф)
- «Петля Оріона» (1980)
- «Довгий шлях у лабіринті» (1981)
- «Спокуса Дон-Жуана» (1985, у співавт. з Г. Колтуновим)
- «Шабля без піхов» (1987).

Співсценарист:
- «Сильніший за ураган» (1960, у співавт. з В. Федоровим)
- «Дочка Стратіона» (1964)
- «Операція „Герцог“» (1971, к/м, у співавт. з Є. Рудих)
- «Капітан Немо» (1975, у співавт. з Е. Смирновим)
- «Шабля без піхов» (1987)